# فرد إتش. دور
فرد إتش. دور هو قاضي وسياسي أمريكي، ولد في 31 يوليو 1925 في سياتل في الولايات المتحدة، وتوفي في 16 مايو 1996 في بالفيو في الولايات المتحدة. نشط حزبياً في الحزب الديمقراطي. وقد انتخب عضو مجلس نواب واشنطن ‏.